# Лейкленд-Шорс (Міннесота)
Лейкленд-Шорс (англ. Lakeland Shores) — місто (англ. city) в США, в окрузі Вашингтон штату Міннесота. Населення — 339 осіб (2020).

## Географія
Лейкленд-Шорс розташований за координатами 44°56′58″ пн. ш. 92°45′45″ зх. д. / 44.94944° пн. ш. 92.76250° зх. д. (44.949495, -92.762419).  За даними Бюро перепису населення США в 2010 році місто мало площу 1,90 км², з яких 0,83 км² — суходіл та 1,07 км² — водойми.

## Демографія
Згідно з переписом 2010 року, у місті мешкало 311 особа в 117 домогосподарствах у складі 84 родин. Густота населення становила 164 особи/км².  Було 122 помешкання (64/км²).
Расовий склад населення:
| - 99,0 % — білих - 0,3 % — азіатів |

До двох чи більше рас належало 0,3 %. Частка іспаномовних становила 1,3 % від усіх жителів.
За віковим діапазоном населення розподілялося таким чином: 22,8 % — особи молодші 18 років, 67,6 % — особи у віці 18—64 років, 9,6 % — особи у віці 65 років та старші. Медіана віку мешканця становила 46,6 року. На 100 осіб жіночої статі у місті припадало 100,6 чоловіків;  на 100 жінок у віці від 18 років та старших — 98,3 чоловіків також старших 18 років.
Середній дохід на одне домашнє господарство  становив 124 183 долари США (медіана — 79 643), а середній дохід на одну сім'ю — 145 561 долар (медіана — 100 313). Медіана доходів становила 63 750 доларів для чоловіків та 70 000 доларів для жінок. За межею бідності перебувало 5,9 % осіб, у тому числі 11,9 % дітей у віці до 18 років та 0,0 % осіб у віці 65 років та старших.
Цивільне працевлаштоване населення становило 172 особи. Основні галузі зайнятості: освіта, охорона здоров'я та соціальна допомога — 24,4 %, мистецтво, розваги та відпочинок — 14,5 %, науковці, спеціалісти, менеджери — 12,8 %.